# Lobelia erlangeriana
Lobelia erlangeriana är en klockväxtart som beskrevs av Adolf Engler. Lobelia erlangeriana ingår i släktet lobelior, och familjen klockväxter.
Artens utbredningsområde är Etiopien. Inga underarter finns listade i Catalogue of Life.